# Musée Mécanique
Le Musée Mécanique est un musée interactif gratuit, composé de jeux d'arcades, d'automates et de machines mécaniques du XXe siècle liées au divertissement. Cette collection privée est une des plus grandes de ce type et est présentée à San Francisco près de Fisherman's Wharf à San Francisco.

## Histoire
Le propriétaire, Ed Zelinsky, a commencé à recueillir les premières pièces de ce musée à partir de l'âge de 11 ans. Elles sont d'abord exposées dans les années 1920 dans le parc d'attractions Playland de San Francisco. En 1972, le parc ferme définitivement et le Musée Mécanique devient une partie du Golden Gate National Recreation Area. Le musée déménage dans le sous-sol de la Cliff House. Dan Zelinsky, le fils d'Ed travaillera dans le musée à partir des années 1970. En 2001, le musée apparaît dans le film Princesse malgré elle.

### Vers Fisherman's Wharf
En 2002, le National Park Service annonce son intention de transférer le Musée Mécanique temporairement à Fisherman's Wharf pour commencer des rénovations dans l'hôtel Cliff House. Une partie de la rénovation de 14 millions de dollars a été consacrée au déménagement du musée, avec le soutien du National Park Service, la région du Golden Gate National Recreation, et le propriétaire du musée, Ed Zelinsky.
L'annonce de ce déménagement sera sujet de manifestations par les habitants de San Francisco. Une pétition en ligne a été créé pour protester contre la fermeture du musée et a permis de recueillir plus de 12 000 signatures. Beaucoup de manifestants croyaient que l'argent n'était pas disponible pour financer le déménagement et la rénovation, mais d'autres voulaient protéger ce patrimoine émotionnel et historique lié à son histoire et à Playland. Bon nombre des manifestants n'étaient pas au courant du projet pour ce musée d'état, et beaucoup ont tenté de faire un don pour le maintenir à son emplacement. Malgré la frustration du public, le gestionnaire du musée Dan Zelinsky resta sur le déménagement de la collection. Les plans originaux ont annoncé le retour du musée dans la zone de loisirs pour 2004, à l'achèvement de la construction, mais le musée est resté sur le quai des Pêcheurs.

### Le Musée Mécanique aujourd'hui
Le Musée Mécanique est un aujourd'hui un musée détenu et géré Dan Zelinsky. Les machines nécessitent un entretien constant, avec quelques restaurations importantes parfois mais le musée reste gratuit, les visiteurs doivent cependant payer pour l'utilisation des jeux de monnaie. Le musée accueille plus de 100 000 visiteurs par an. En 2011, le magazine U.S. News & World Report a classé le Musée Mécanique parmi l'une des trois principale "activités à faire à San Francisco".

## Collection
Le Musée Mécanique possède une collection de plus de 300 jeux mécaniques, y compris des boîtes à musique, monnayeurs, diseurs de bonne aventure, mutoscopes, jeux vidéo, testeurs d'amour, pianos mécanique, peep-shows, photomatons, dioramas,. Le musée présente environ 200 machines de la collection dans son emplacement actuel.
Le musée possède de nombreuses pièces rares et historiques. Un grand diorama d'une fête foraine avec une grande roue et d'autres manèges. Le musée possède ce que l'on croit être la seule moto à vapeur au monde, construit à Sacramento en 1912. Le diorama Royal Court qui présente des couples de danse de salon a été présenté lors de l'Exposition internationale de Panama-Pacific en 1915. Laffing Sal, un grand automate rieur qui ornait autrefois le Palais du Rire de Playland. Le musée possède également une collection de machines fabriqués par des prisonniers d'Alcatraz avec des cure-dents.

## Galerie

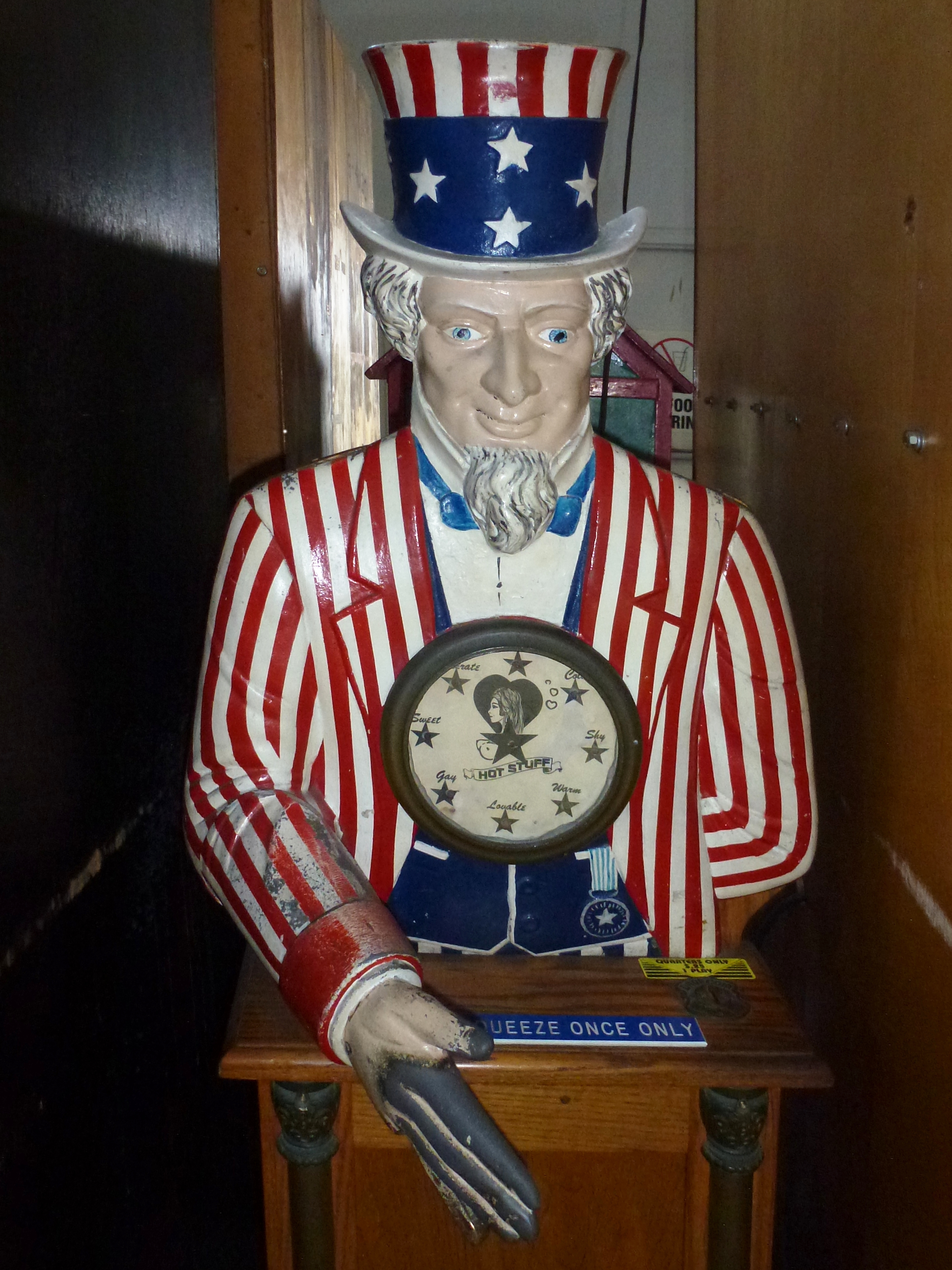
Uncle Sam carnival game....Hot Stuff meter.
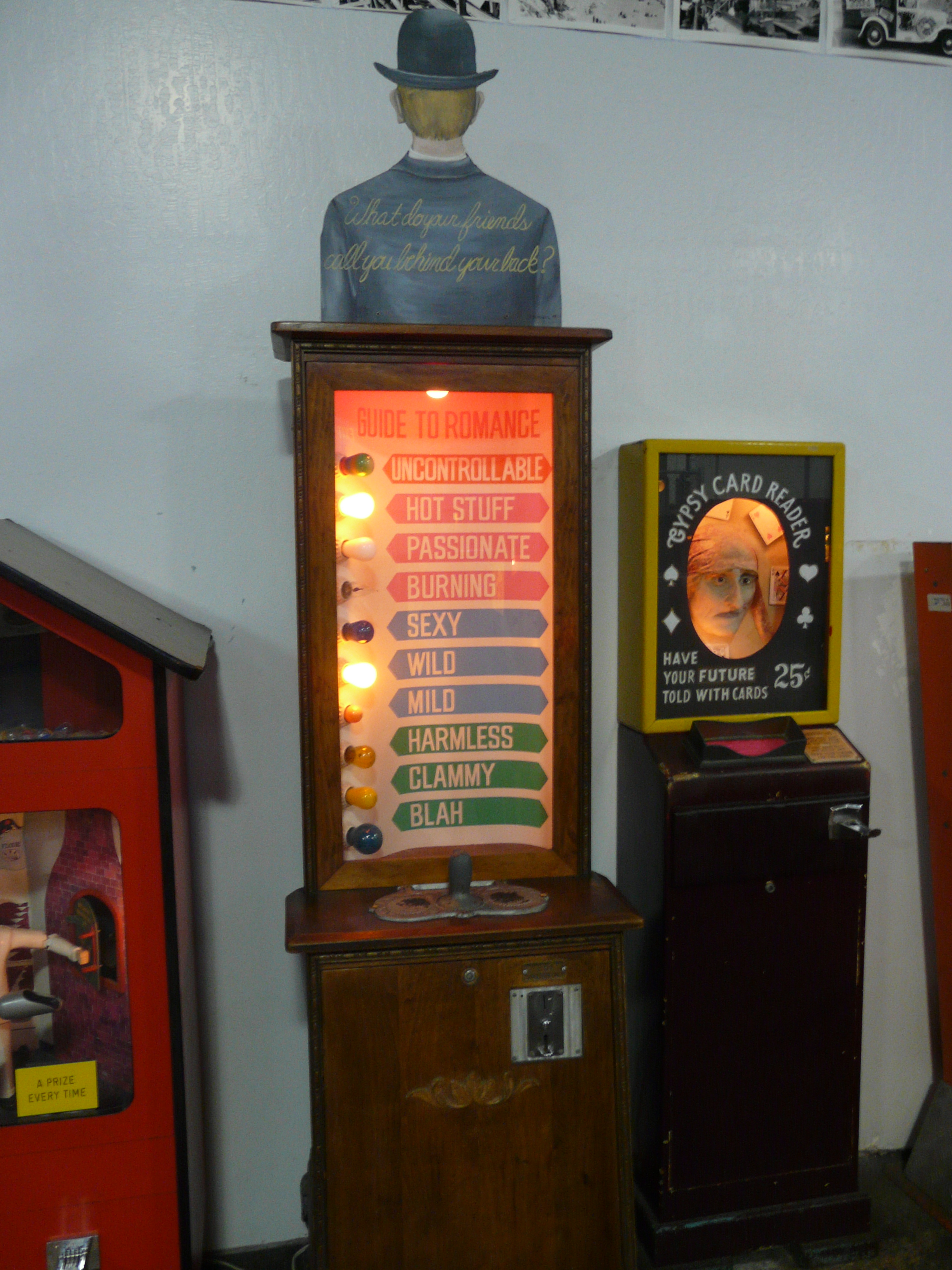
Testeur d'amour.
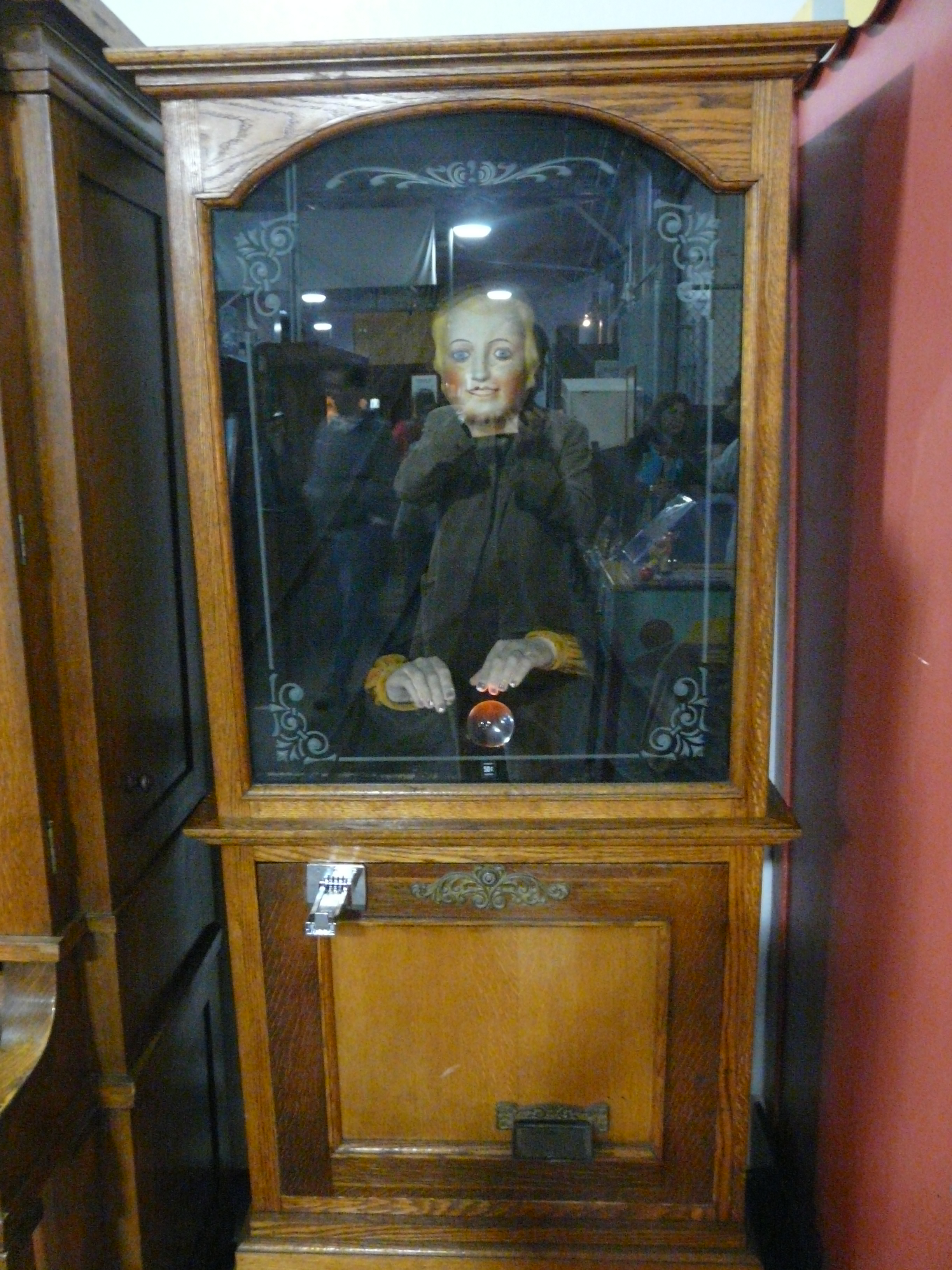
Diseuse de bonne aventure.
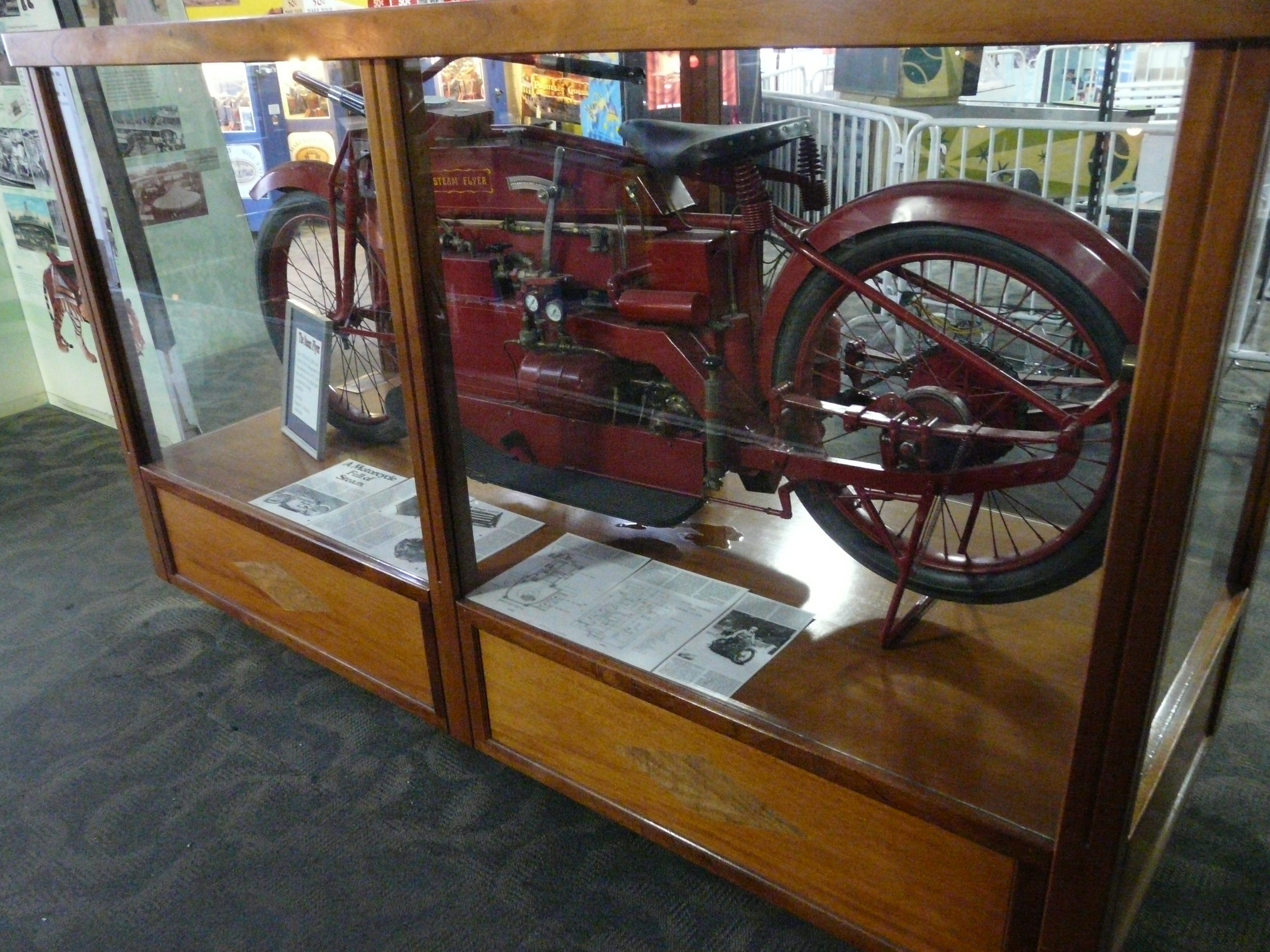
Moto à vapeur.
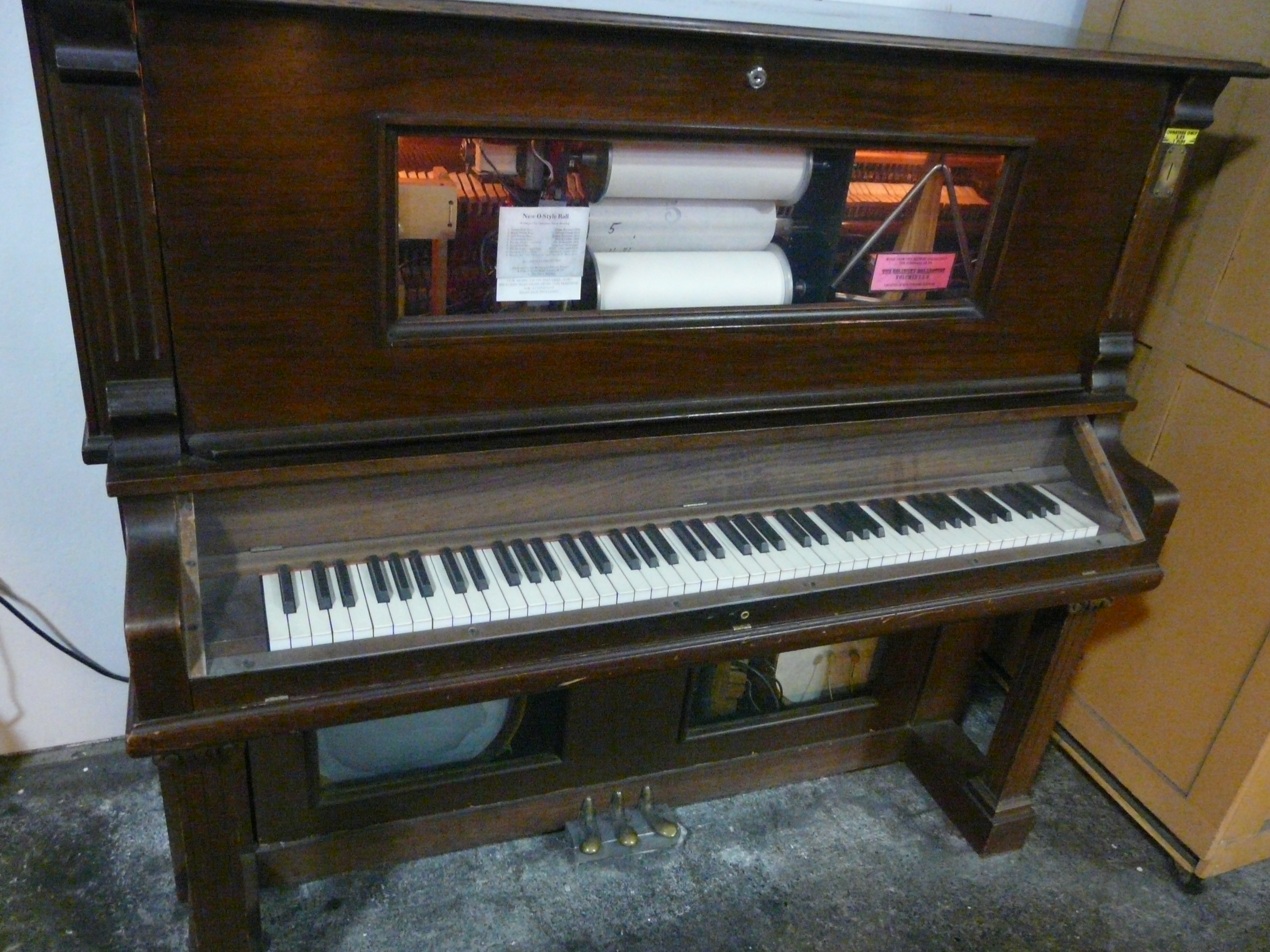
Piano mécanique.
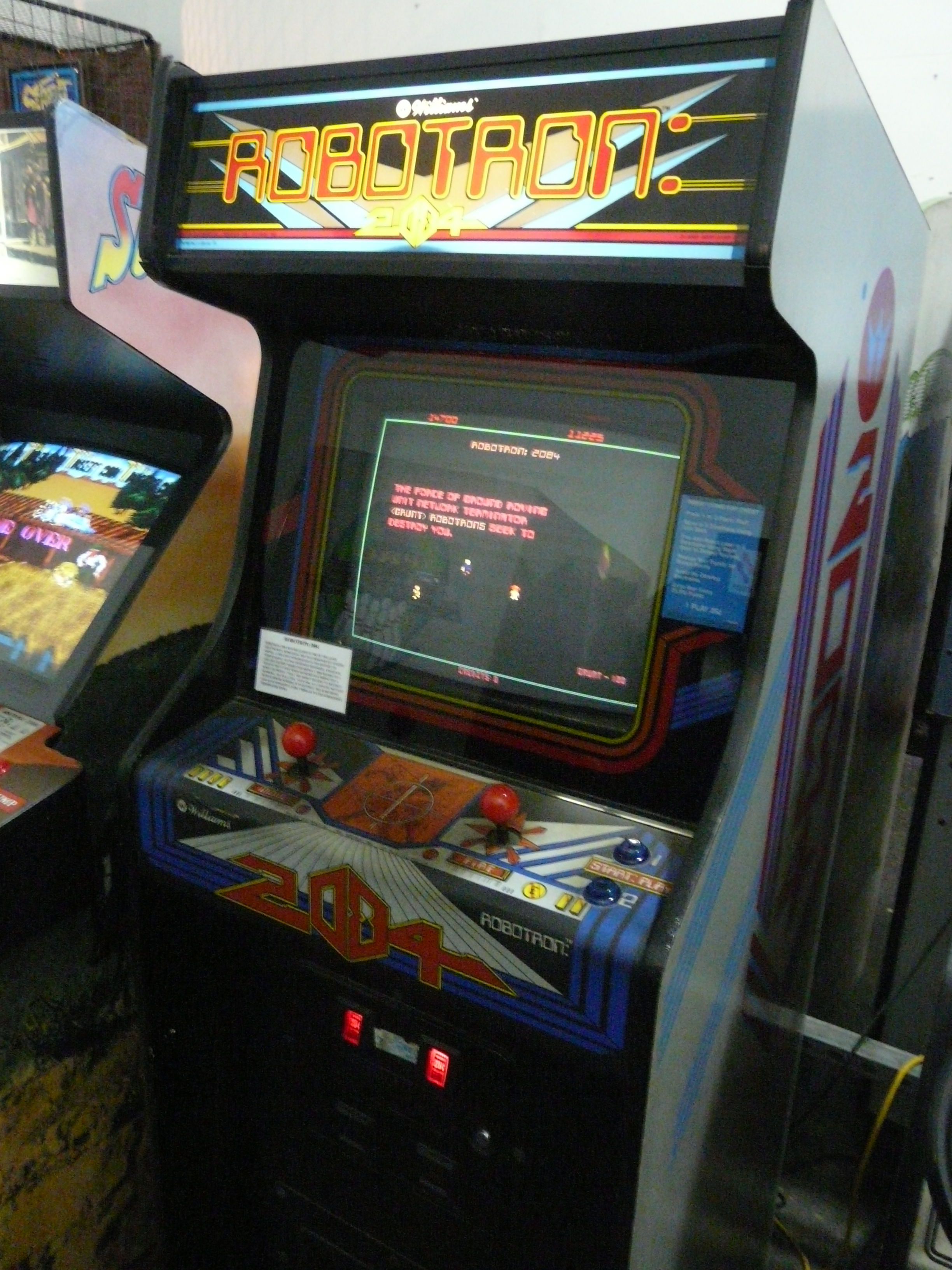
Jeu vidéo de type Robotron: 2084.
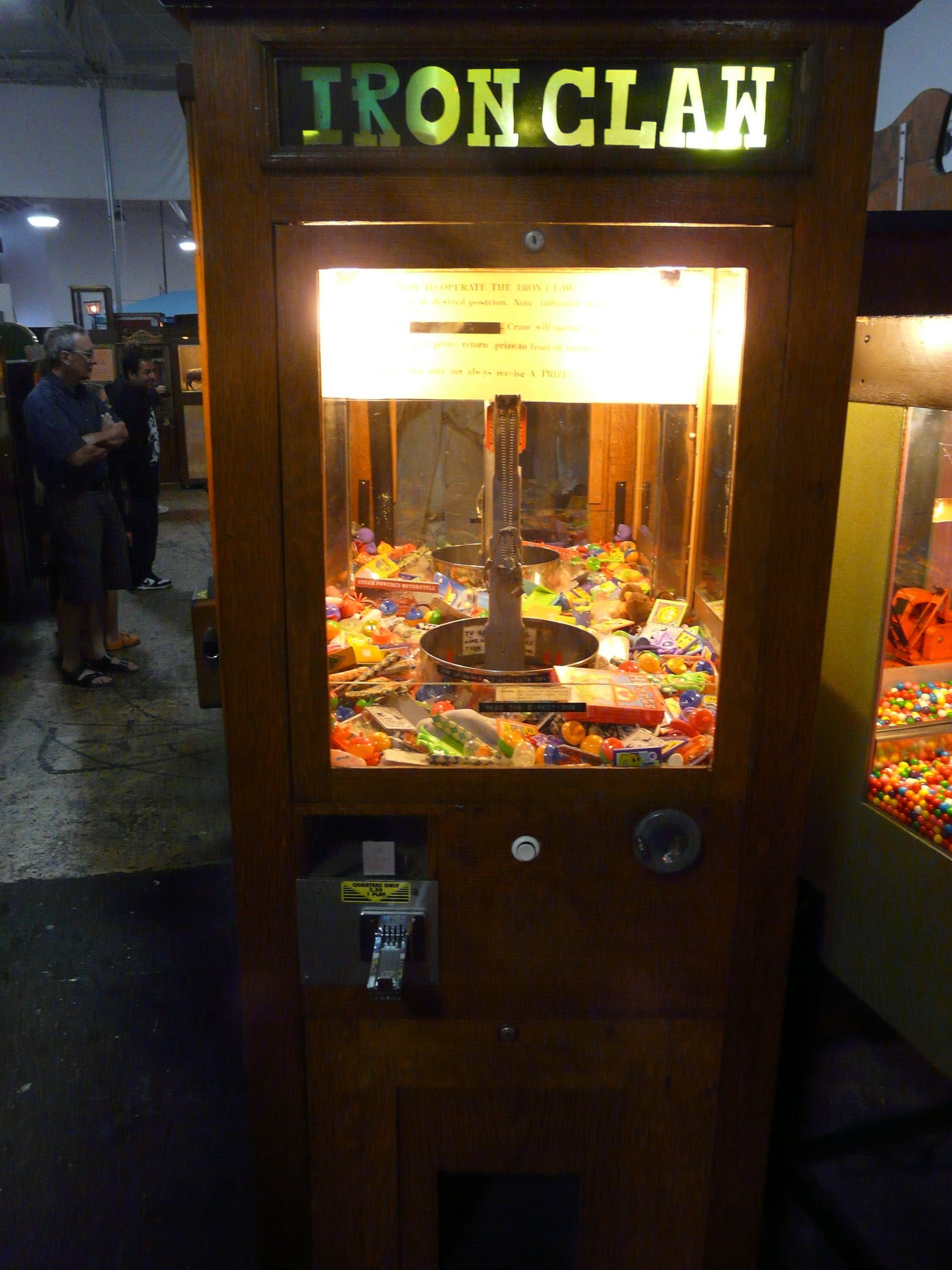
Machine à grappin.
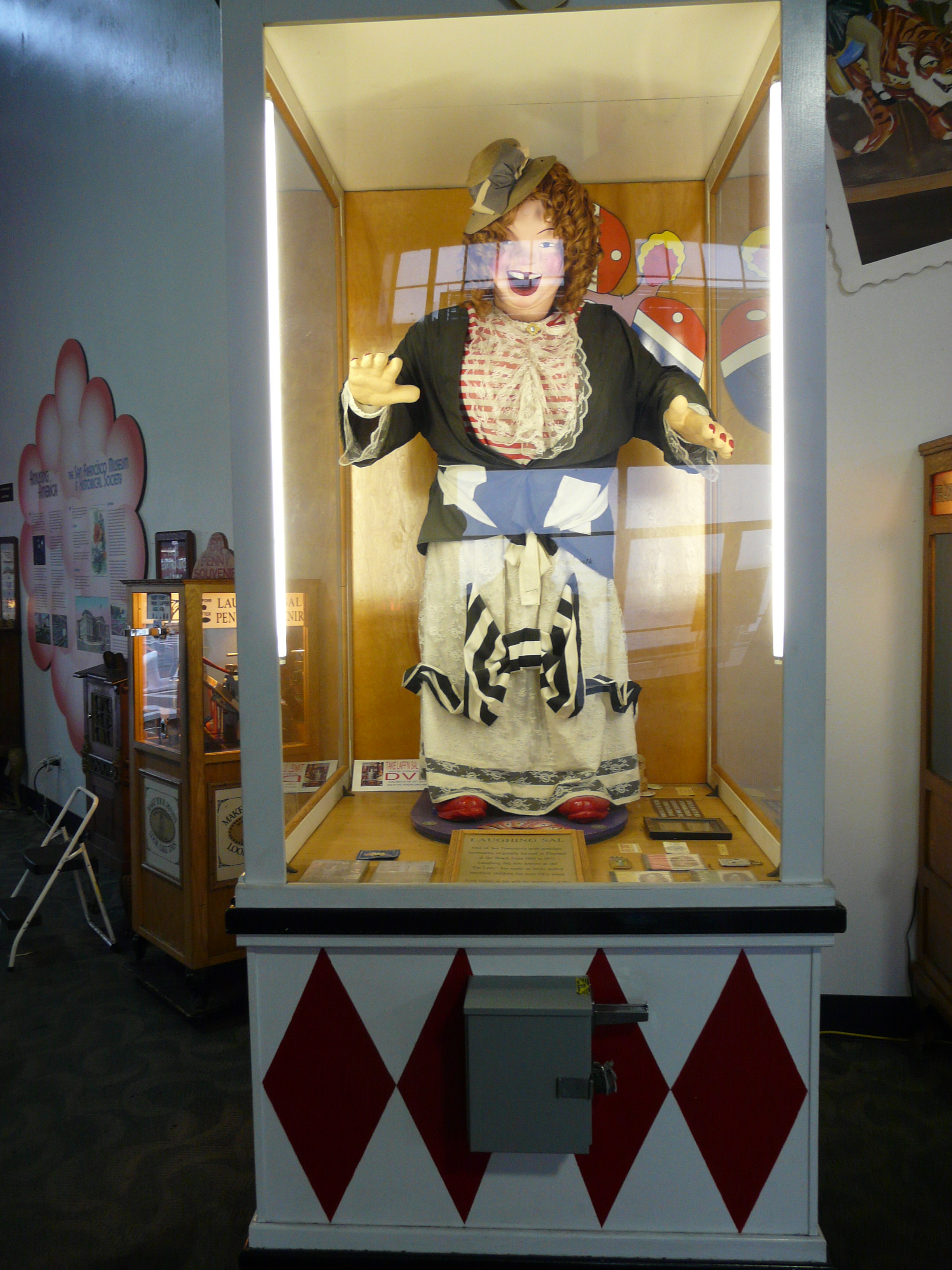
Laffing Sal.
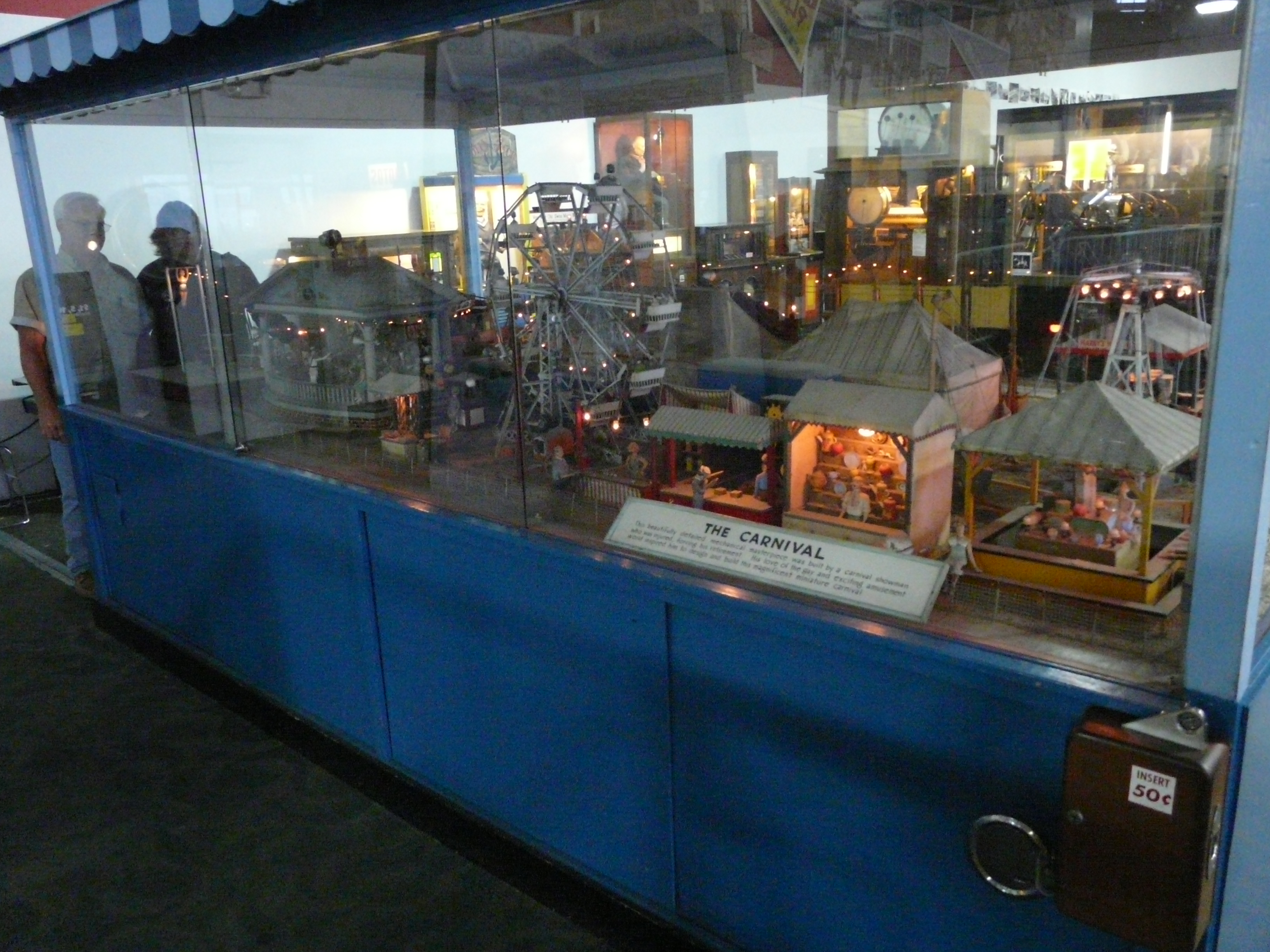
Diorama de la fête foraine.
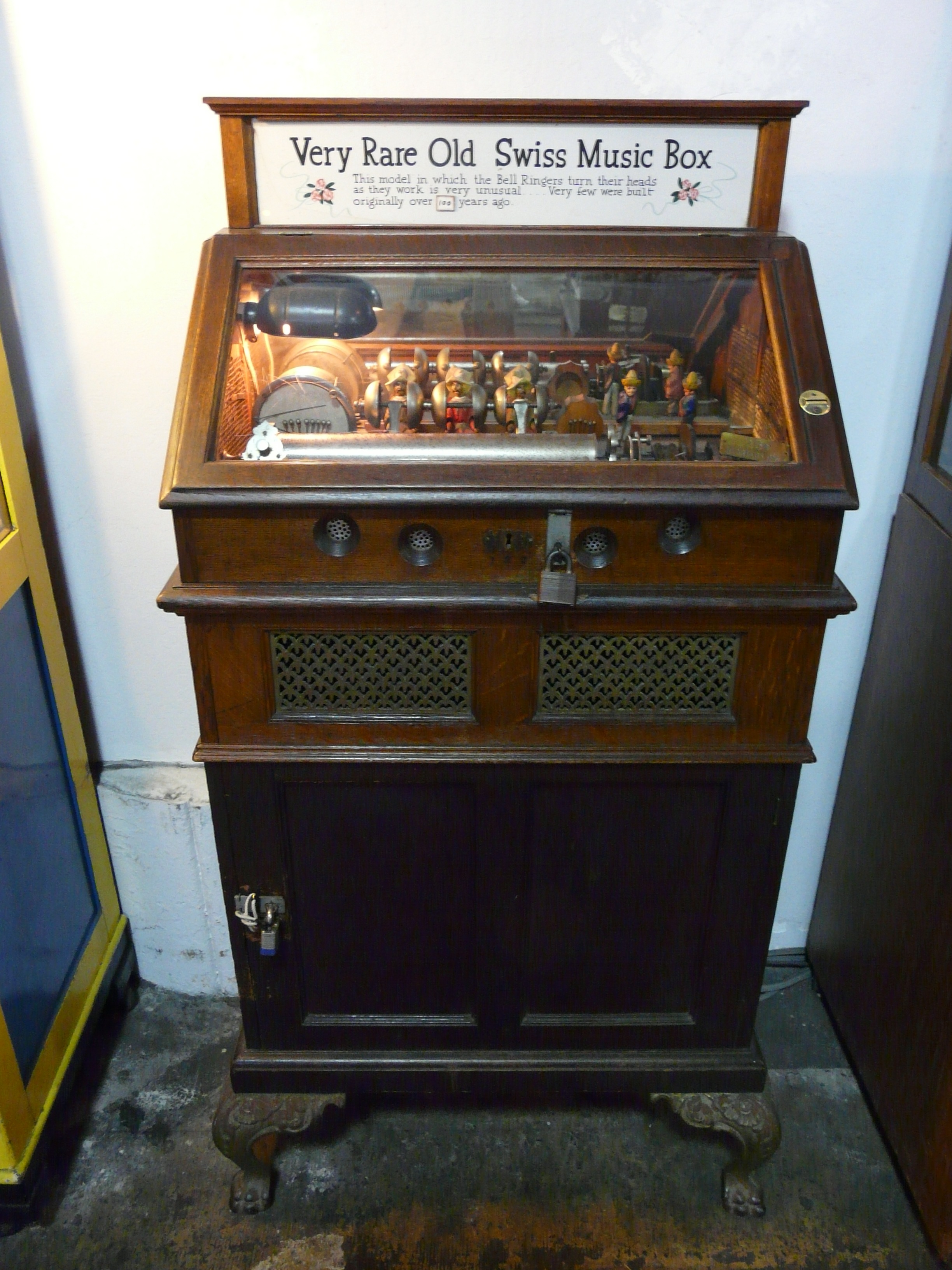
Boîte à musique.
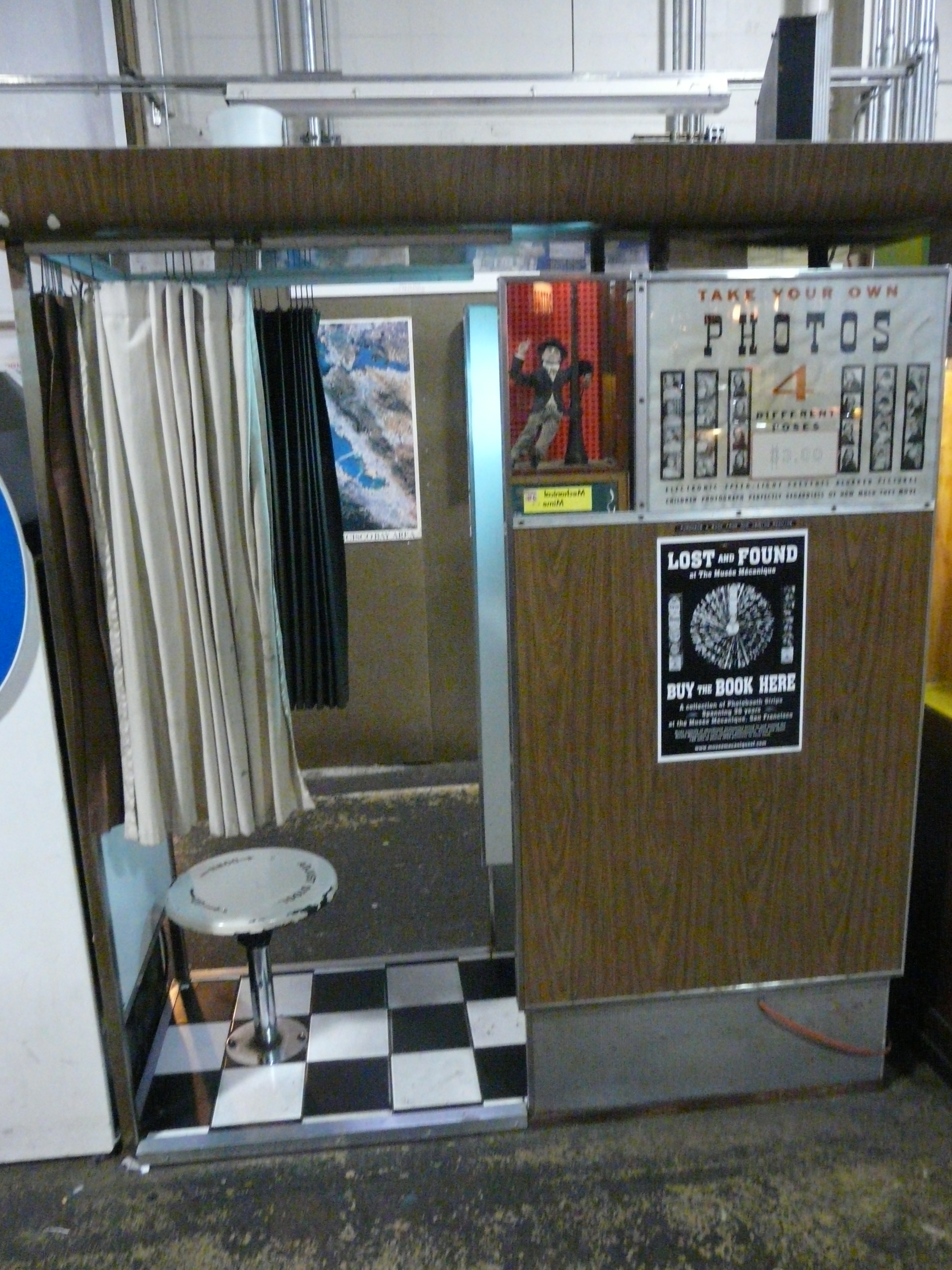
Photomaton.
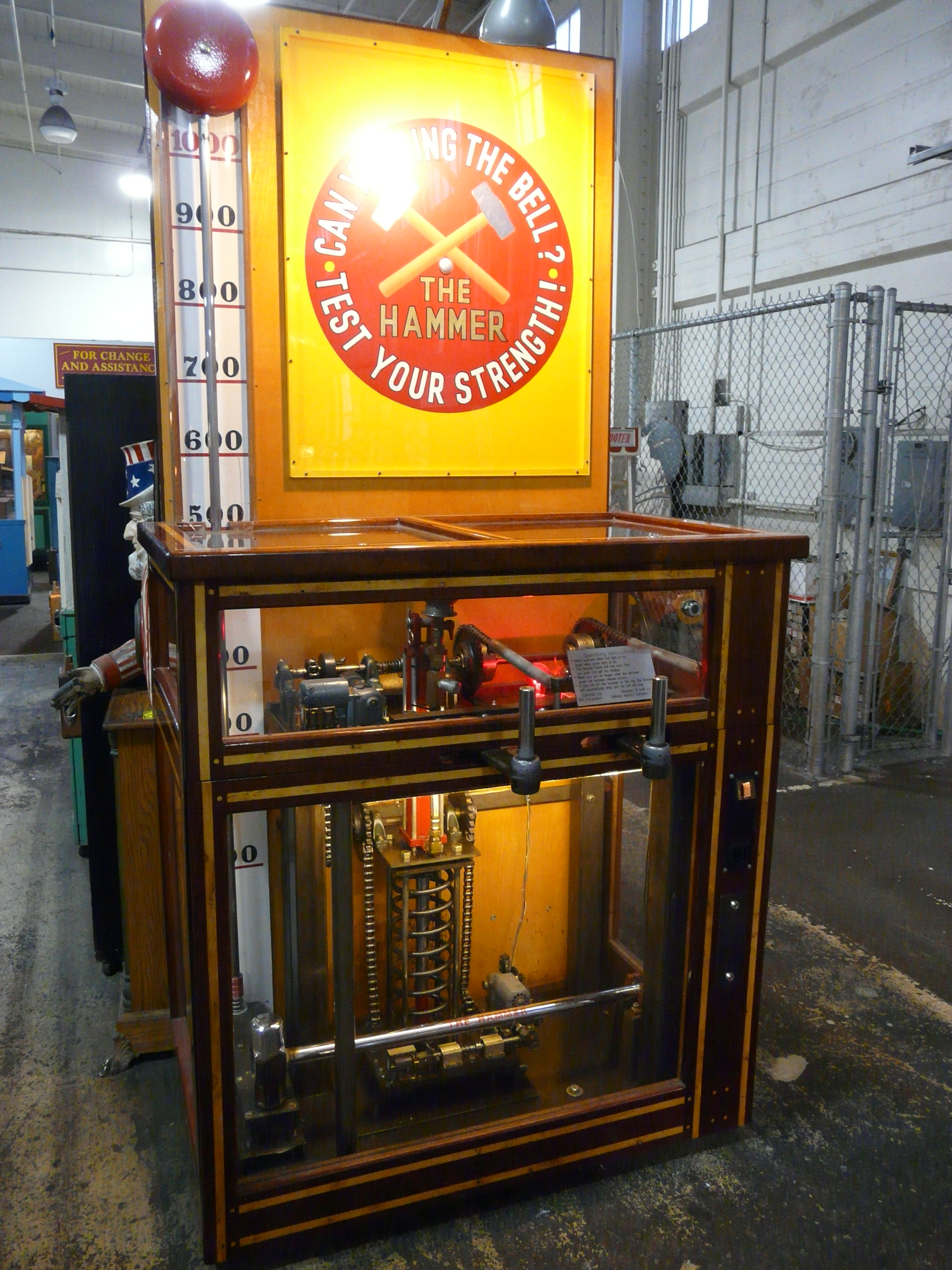
Testeur de force.
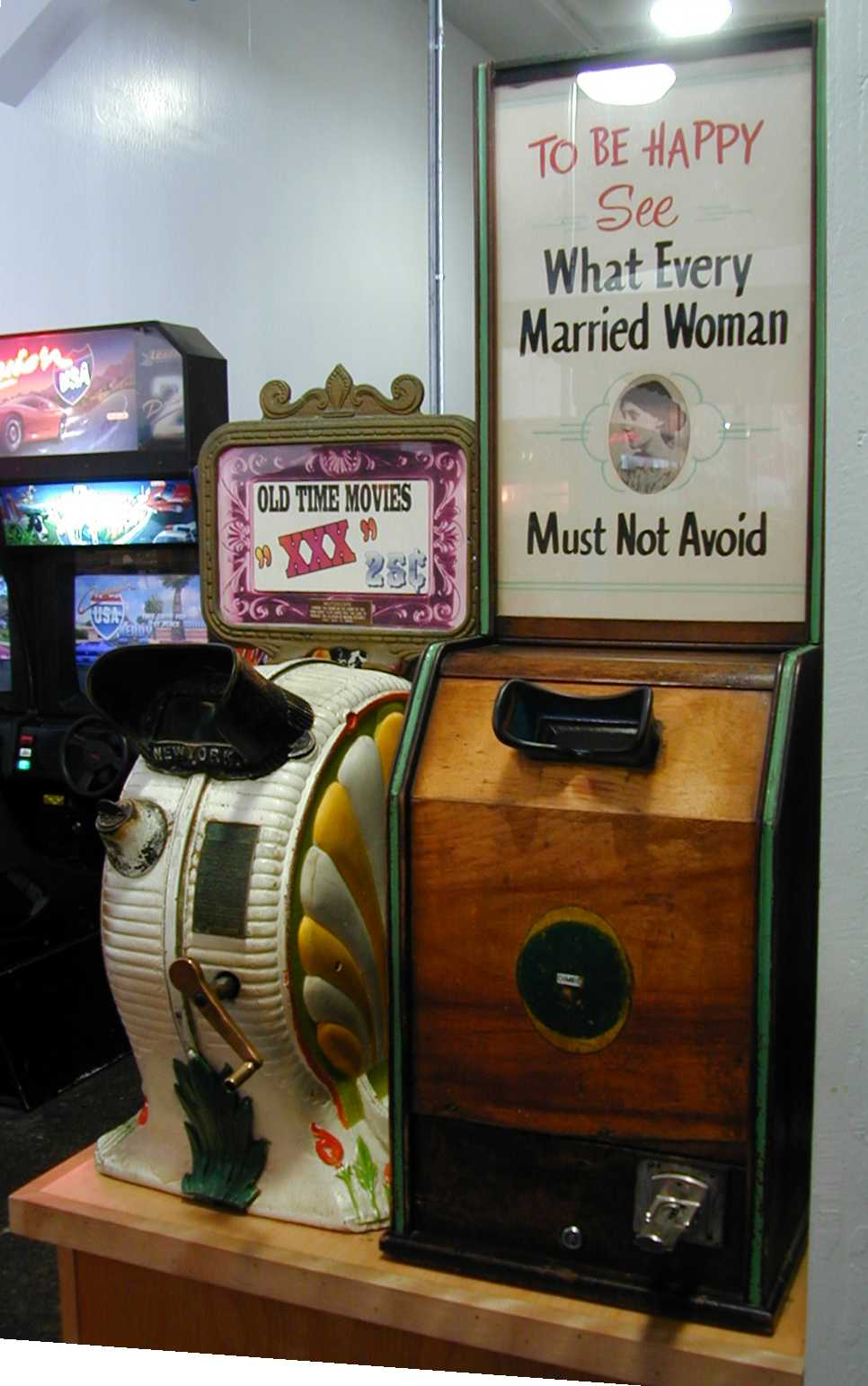
Peep-show.
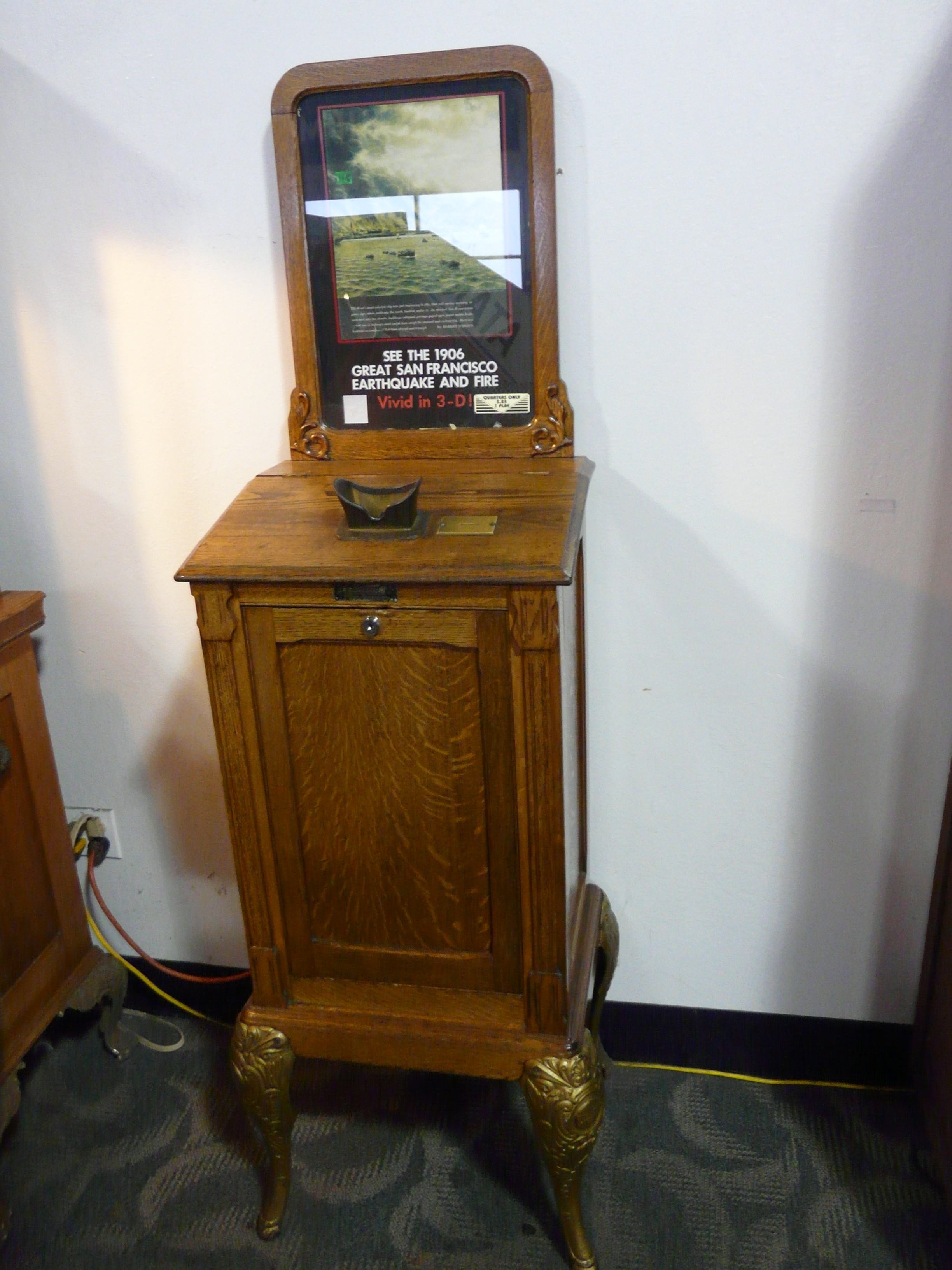
Mutoscope.